# Gradine
Pour le produit alimentaire, voir Responsabilité de l'État français#La responsabilité pour rupture de l'égalité devant les charges publiques.
Cet article possède un paronyme, voir Gradin.

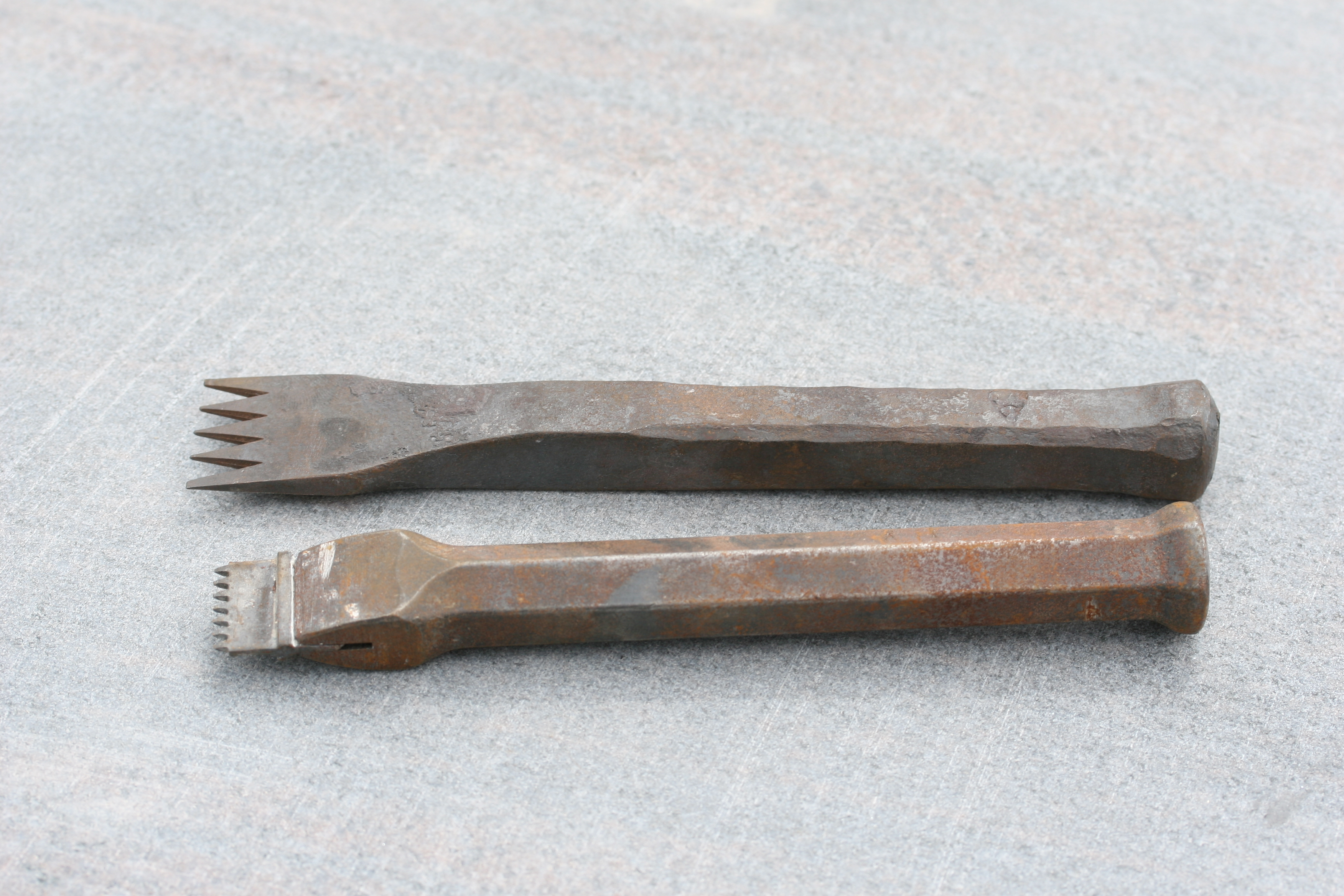
Gradines.

La gradine est un outil utilisé pour la taille de la pierre. C'est un ciseau très effilé, muni de trois à six dents. Il sert à dégrossir les parements en pierre ferme telle que le marbre.
La gradine à point d'orge est une gradine munie de six dents. Son nom vient du nom du marteau ou taillant à grain d'orge. Elle sert à dégrossir le parement du marbre; La gradine plate est un outil d'acier semblable au précèdent mais qui n'a que quatre dents
:  on s'en sert immédiatement après la gradine à grain d'orge.